# 55 Sagittarii
55 Sagittarii (e² Sagittarii) é uma estrela na direção da Sagittarius. Possui uma ascensão reta de 19h 42m 31.09s e uma declinação de −16° 07′ 26.3″. Sua magnitude aparente é igual a 5.06. Considerando sua distância de 175 anos-luz em relação à Terra, sua magnitude absoluta é igual a 1.42. Pertence à classe espectral F3IV/V.